# Zwierzęta domowe

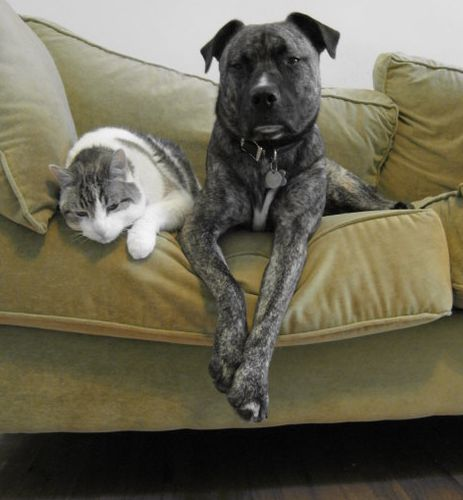
Tolerancja międzygatunkowa u zwierząt domowych.

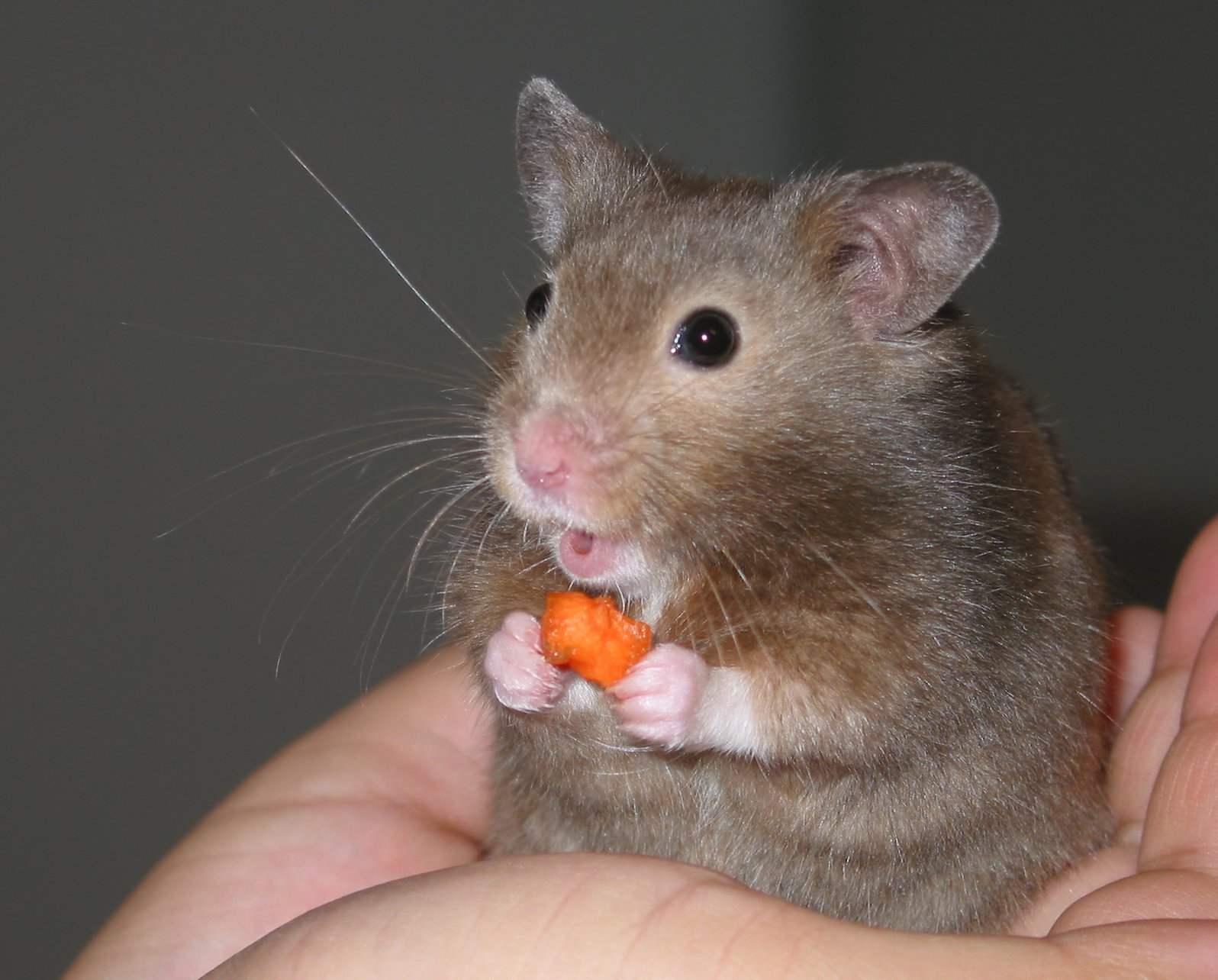
Do zwierząt domowych zaliczane są także chomikowate.

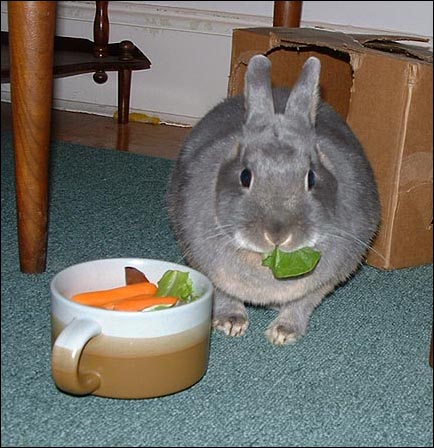
Królik też może być zwierzęciem domowym

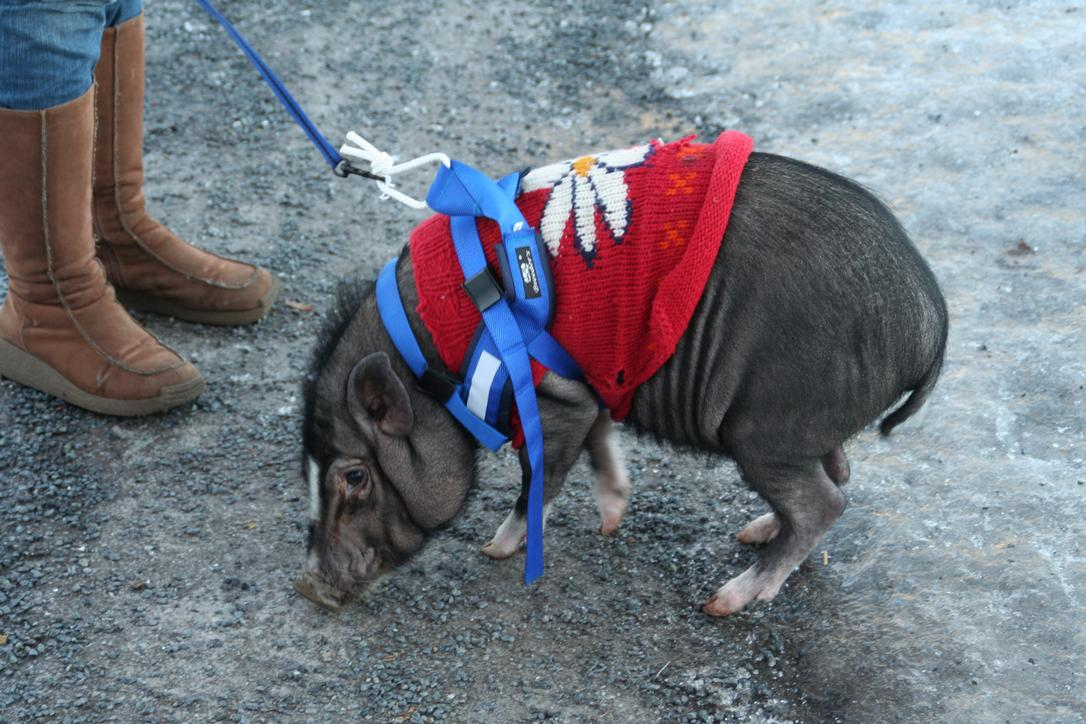
Niektóre gatunki świń są cenione jako zwierzęta towarzyszące.

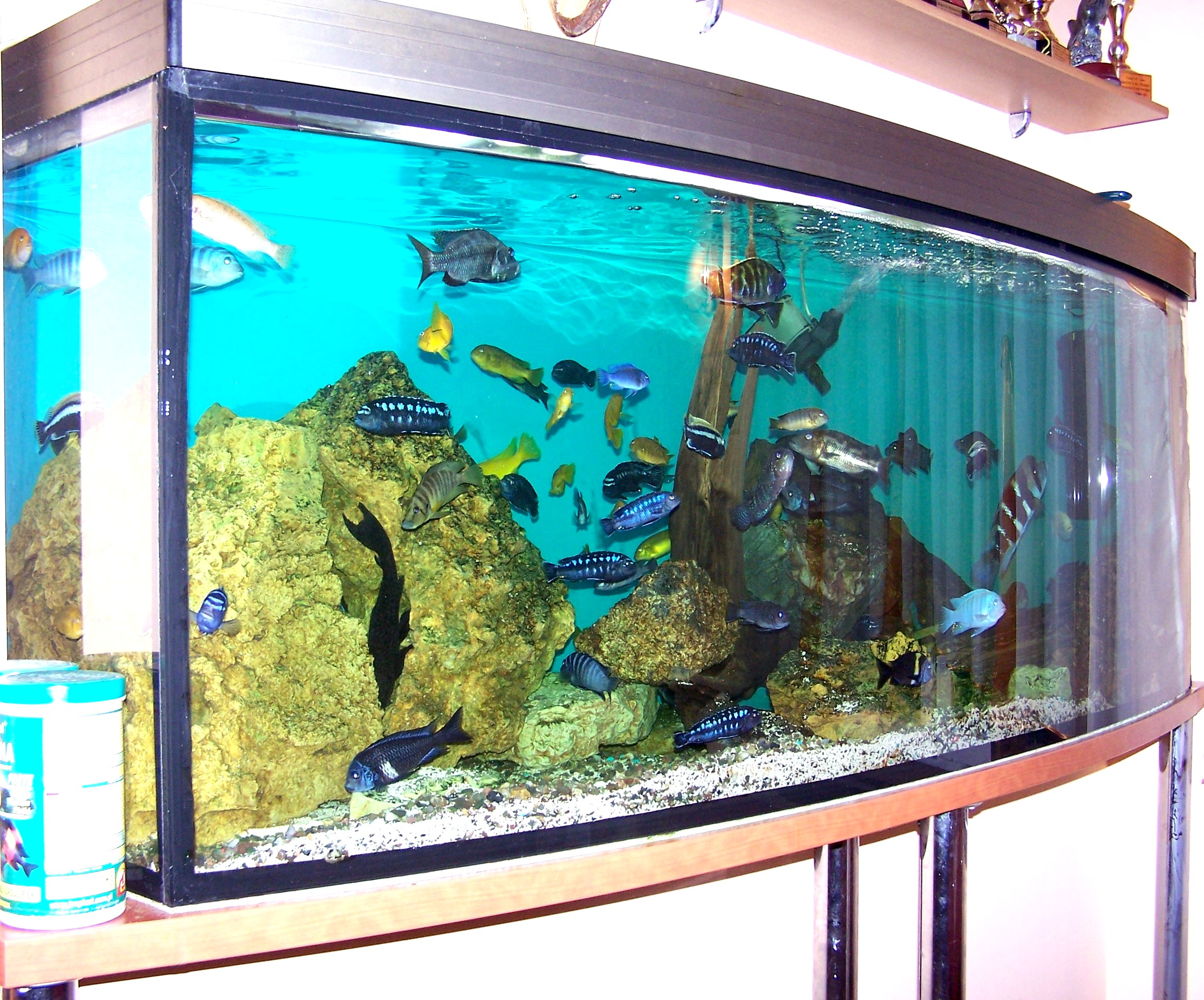
Ryby akwariowe hodowane są w celach ozdobnych.

Zwierzęta domowe – zwierzęta trzymane przez człowieka w domu dla osobistej przyjemności lub dla towarzystwa, w odróżnieniu od zwierząt chowanych lub hodowanych z innych powodów (zwierzęta hodowlane, gospodarskie i użytkowe).

## Domowe, udomowione, hodowlane
Terminologia dotycząca relacji pomiędzy człowiekiem i zwierzętami przebywającymi w jego najbliższym otoczeniu często jest błędnie interpretowana. Podstawowe kryteria obejmują to, w jakim celu i gdzie człowiek trzyma dane zwierzę oraz jaki ma do zwierzęcia stosunek emocjonalny.

### Udomowienie zwierząt
Pierwszym etapem nawiązywania bliskich relacji pomiędzy człowiekiem a zwierzętami było udomowienie, czyli domestykacja zwierząt.
Samo udomowienie nie jest jeszcze wystarczającym kryterium do określenia zwierzęcia jako domowe.

### Chów i hodowla
Na skutek domestykacji człowiek mógł w sposób planowy i kontrolowany prowadzić chów zwierząt w swoim gospodarstwie zabezpieczając sobie łatwy dostęp do mleka, mięsa i skór. Zapewnienie chowanym zwierzętom właściwych warunków do rozrodu prowadzi do hodowli zwierząt.

### Zwierzęta domowe
Zwierzęciem domowym nazywa się zwierzę, które trzymane jest w domu lub mieszkaniu dla zaspokojenia potrzeb emocjonalnych człowieka, jako zwierzę towarzyszące człowiekowi lub jako swoista ozdoba czy też atrakcja mieszkania. Zwierzę domowe traktowane jest zwykle przez domowników jako członek rodzinnego stada.
W polskim prawodawstwie stosowane jest określenie: zwierzęta tradycyjnie przebywające wraz z człowiekiem w jego domu lub innym odpowiednim pomieszczeniu, utrzymywane przez człowieka w charakterze jego towarzysza.
Wprawdzie większość zwierząt domowych to zwierzęta udomowione, ale mogą nimi być również egzotyczne zwierzęta dzikie lub oswojone, trzymane w odpowiednich pomieszczeniach (akwarium dla ryb i innych organizmów wodnych, terrarium dla płazów, gadów i stawonogów).
Ten sam gatunek zwierzęcia (np. świnia domowa) może być zwierzęciem chowanym dla mięsa, hodowlanym (w celu dalszego rozmnażania) lub domowym. Pies domowy trzymany na placu, którego ma pilnować przed intruzami jest zwierzęciem użytkowym. Trzymany w obejściu gospodarstwa rolnego nadal pełni rolę użytkową, a zwierzęciem domowym staje się dopiero z chwilą nawiązania więzi emocjonalnych pomiędzy człowiekiem i zwierzęciem oraz przyznania mu przez ludzkie stado prawa do przebywania razem z ludźmi w ich najbliższym otoczeniu, na zasadzie członka stada.
W przypadku psów i kotów bardzo często dochodzi do łączenia funkcji zwierzęcia użytkowego i domowego.

## Potrzeby zwierząt i problemy
W odróżnieniu od zwierząt chowanych i hodowlanych, w odniesieniu do zwierząt domowych mówi się o opiece człowieka nad zwierzęciem. Wprowadzenie zwierzęcia do domu lub mieszkania pociąga za sobą określone skutki, zarówno pozytywne, jak i negatywne. Niektóre gatunki zwierząt – zarówno egzotyczne, jak i udomowione – mogą stanowić zagrożenie dla człowieka, w szczególności dla dzieci. Zwłaszcza wśród zwierząt egzotycznych występują gatunki jadowite i drapieżne. Niewystarczająco socjalizowany lub źle traktowany pies może stać się równie niebezpieczny jak jego naturalny kuzyn wilk szary.

### Potrzeby zwierząt
Prawidłowa opieka nad zwierzęciem domowym powinna uwzględniać naturalne potrzeby zwierzęcia i zapewniać mu możliwość zaspokajania potrzeb fizjologicznych (dostęp do wody, odpowiedniego pokarmu, możliwość wypróżnienia, możliwość ruchu) w sposób gwarantujący jego prawidłowy rozwój i nie kłócący się z potrzebami i wymaganiami człowieka (poczucie estetyki, higiena). Obowiązek zapewnienia zwierzęciu podstawowych potrzeb wynika również z przepisów obowiązujących w danym kraju.

### Alergie
Pojawienie się zwierząt w bezpośrednim otoczeniu człowieka u wielu osób może wywoływać reakcję uczuleniową na alergeny pochodzenia zwierzęcego.

### Choroby odzwierzęce
Sprowadzenie chorych lub zarażonych zwierząt domowych oraz brak higieny mogą doprowadzić do przeniesienia na domowników pasożytów lub chorób odzwierzęcych.

### Zwierzęta bezdomne
Brak kontroli nad niektórymi gatunkami zwierząt domowych (głównie koty i psy) i nieracjonalne podejście ludzi doprowadza w wielu regionach – zwłaszcza w dużych miastach – do nadmiernego ich rozmnażania. Zwierzęta nieodpowiednio zabezpieczone, zagubione lub porzucone przez swoich opiekunów stają się zwierzętami bezdomnymi, zwykle nieprzystosowanymi do samodzielnego życia. Część z nich trafia do odpowiednich schronisk, część ginie w różnych okolicznościach, a pozostałe przystosowują się wtórnie do samodzielnego życia poprzez zdziczenie lub synurbizację.

### Zwierzę domowe a prawo
Obecność zwierząt domowych w środowisku ludzkim pociąga za sobą określone skutki w relacjach międzyludzkich, zwłaszcza na terenach gęsto zaludnionych. Z tego powodu lokalne władze ustalają przepisy regulujące obowiązki właścicieli zwierząt, np. do trzymania ich za ogrodzeniem uniemożliwiającym wydostanie się zwierzęcia na zewnątrz, usuwania zanieczyszczeń pozostawionych przez te zwierzęta w miejscach publicznych, niepozostawiania zwierząt bez opieki poza terenem własnej posiadłości (mieszkania, działki), niepowodowania uciążliwości dla otoczenia.

### Cmentarze zwierząt

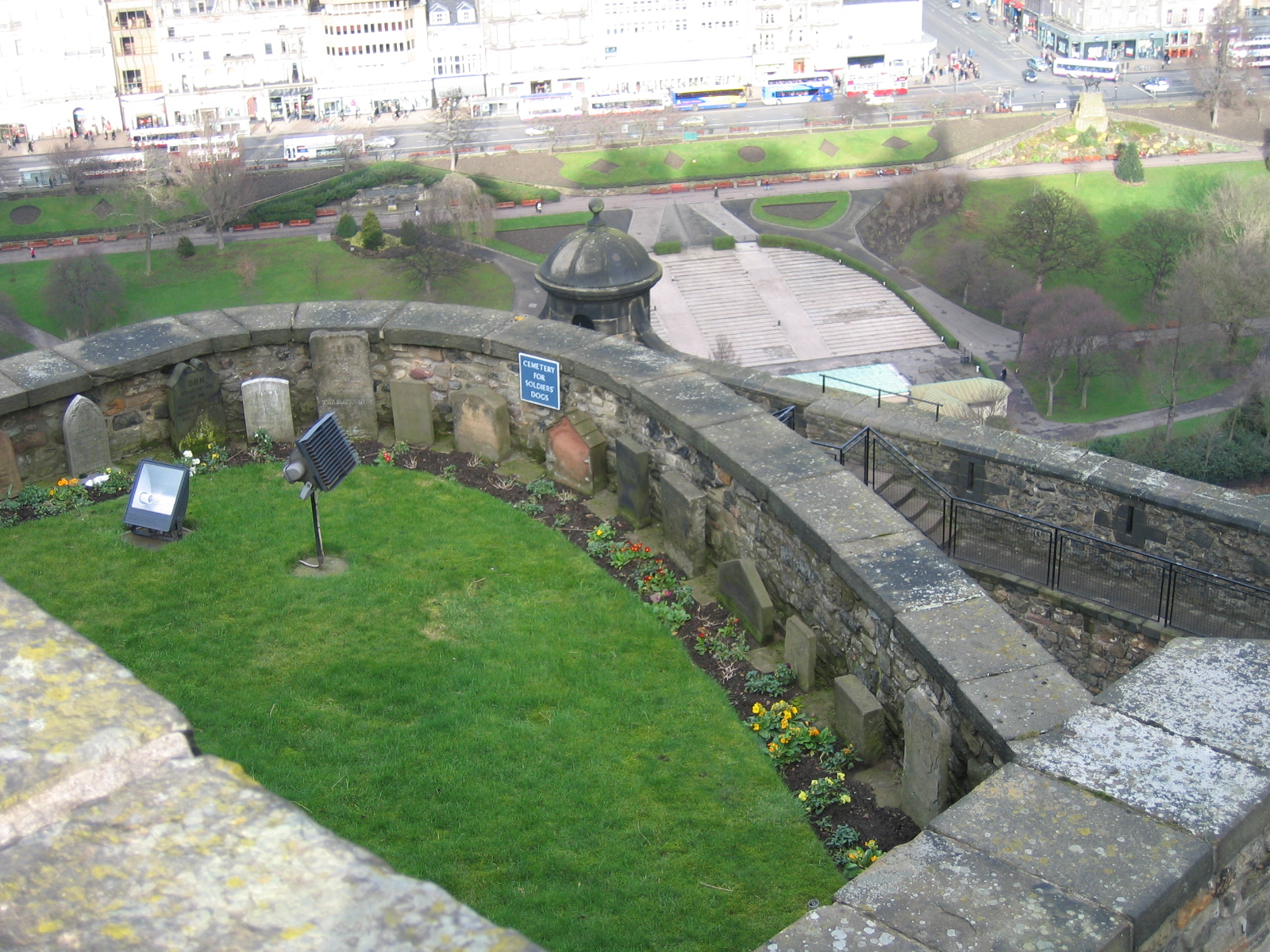
Cmentarz dla zwierząt na zamku w Edynburgu

Coraz bardziej popularne są cmentarze zwierząt domowych. W krajach Europy i Ameryki Północnej znane są od końca XIX w. Zgodnie z obowiązującym w Polsce i w Unii Europejskiej prawem, alternatywą do pochowania zwierzaka na cmentarzu jest zlecenie uprawnionej firmie utylizacji jego zwłok. Zakopanie w ogrodzie lub w lesie jest sprzeczne z prawem.